# José Kanté
José Kanté Martínez (* 27. September 1990 in Sabadell) ist ein ehemaliger spanisch-guineischer Fußballspieler.

## Karriere

### Verein
Der Sohn eines guineischen Vaters und einer spanischen Mutter begann seine Karriere bei unterklassigen Vereinen in seinem Geburtsland Spanien. Seine erste Auslandsstation war der zyprische Erstligist AEK Larnaka, für den er von Mitte 2014 bis Januar 2016 spielte. Anschließend wechselte Kanté nach Polen, wo er für Górnik Zabrze, Wisła Płock und Legia Warschau aktiv war. Während seiner Zeit bei Legia wurde er im Januar 2019 an den spanischen Zweitligisten Gimnàstic de Tarragona ausgeliehen. Nach dem Abstieg am Saisonende kehrte er nach Warschau zurück. In der Saison 2019/20 wurde er mit Legia polnischer Meister und war mit zehn Toren zweitbester Torschütze seines Teams. Unter anderem gelang ihm am 27. Oktober 2019 beim 7:0 gegen Wisła Krakau ein Hattrick.
Am 23. Februar 2021 lösten Kanté und Legia den bestehenden Vertrag einvernehmlich auf. Im März 2021 unterzeichnete er einen Vertrag beim kasachischen Premjer-Liga-Verein FK Qairat Almaty bis Dezember 2022. Mit Qairat wurde er im selben Jahr kasachischer Pokalsieger. 2022 wechselte er ablösefrei zu den Cangzhou Mighty Lions FC. Nach einer Saison, in der er 16 Ligaspiele bestritt, wechselte er im März 2023 zum japanischen Erstligisten Urawa Red Diamonds. Am 4. November 2023 stand er mit den Urawa Reds im Finale des Ligapokals. Hier verlor man gegen den Erstligisten Avispa Fukuoka mit 2:1. Nach der Saison 2023 beendete er seine Karriere als Fußballspieler.

### Nationalmannschaft
Obwohl Kanté weder Französisch noch einen der lokalen Dialekte sprach, entschied er sich, für die guineische Nationalmannschaft zu spielen. Sein erstes Länderspiel für das Heimatland seines Vaters bestritt er am 13. November 2016 bei der 1:2-Heimniederlage im  Qualifikationsspiel zur Fußball-Weltmeisterschaft 2018 gegen die Demokratische Republik Kongo.
Beim Afrika-Cup 2019 in Ägypten kam er im letzten Vorrundenspiel seiner Mannschaft gegen Burundi zum Einsatz, als er in der 79. Spielminute für den Doppeltorschützen Mohamed Yattara eingewechselt wurde. Guinea scheiterte im Achtelfinale an Algerien.
Auch für den Afrika-Cup 2022 in Kamerun wurde Kanté in das Aufgebot von Guinea berufen. Während des Turniers kam er auf drei Einsätze. Seine Mannschaft schied nach einem 0:1 gegen Gambia erneut im Achtelfinale aus.

## Erfolge
Legia Warschau
- Polnische Meisterschaft: 2020

FK Qairat Almaty
- Kasachischer Pokalsieger: 2021

Urawa Red Diamonds
- Japanischer Ligapokalfinalist: 2023